# サイボーグ

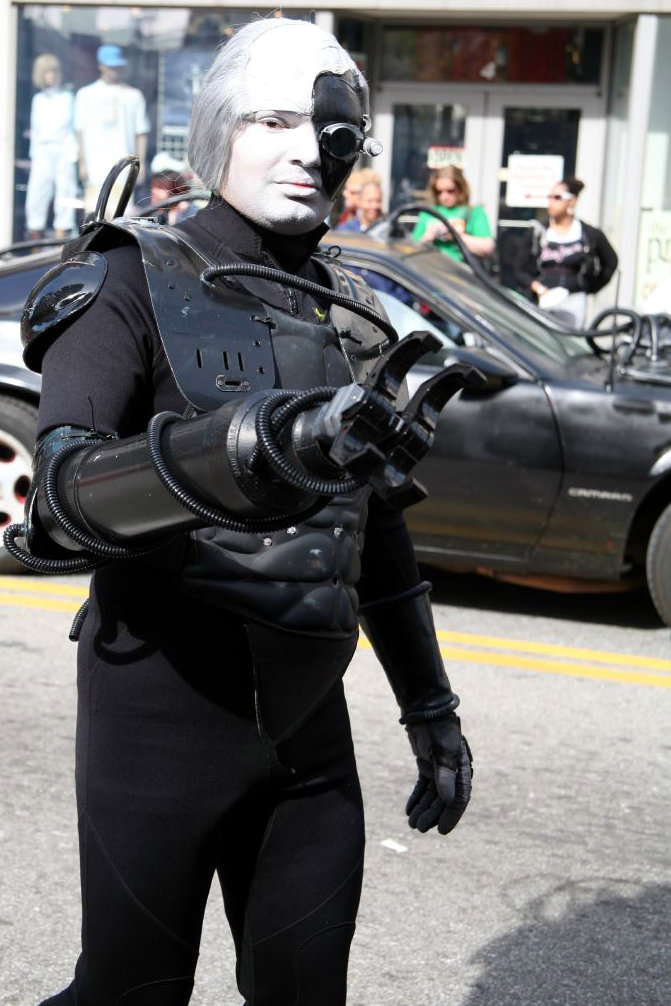
サイボーグに扮する男性(スタートレック に登場するサイボーグのボーグ)

サイボーグ（cyborg）は、サイバネティック・オーガニズム（Cybernetic Organism）の略で、広義の意味では生命体（organ）と自動制御系の技術（cybernetic。サイバネティックス）を融合させたものを指す。具体例として、人工臓器などの人工物を身体に埋め込むなど、身体の機能を電子機器をはじめとした人工物に代替させたものがある。日本では、石森章太郎（現：石ノ森章太郎）の漫画『サイボーグ009』の出版以降に一般にも知られるようになったほか、彼が関わった特撮テレビドラマ『仮面ライダー』およびその昭和シリーズでサイボーグと同義の「改造人間」という名称が長らく用いられていたため、人間や動物が身体機能を補助もしくは強化された場合を指すことが多い。

## 概要
アメリカ合衆国の医学者、マンフレッド・クラインズとネイザン・S・クラインらが1960年に提唱した概念。当初は人類の宇宙進出と結び付けて考案されたものである。また、この提唱よりも前にSF小説でこのアイディアは使用されていた。
小説や映画では、人間の姿形によく似せた「ヒト型ロボット」であるヒューマノイド（男性形：アンドロイド、女性形：ガイノイド）との区別が曖昧であったり、混同されている場合が多い。例として映画『ロボコップ』の主人公「ロボコップ」は人間をベースに改造したため、アンドロイドではなくサイボーグである。逆に、映画『ターミネーター』に登場する「ターミネーター」は、生体部品として人間の皮膚組織を持つ機種もあるが、元となるのは強化金属製のロボットであり、またそのロボットの骨組みの上に人間の皮膚などの生体組織を移植したものであるため、サイボーグではなくアンドロイドに分類される。

## 現実のサイボーグ
現在、サイボーグ技術と呼ぶことができて、程度の差こそあれ実用化に達しているものには、人工皮膚、ペースメーカー、人工心臓、筋電義手・筋電義足（義肢装具士・義肢・装具製作技能士）、義歯（歯科技工士）、発声補助器具・電気式人工咽頭、補聴器（認定補聴器技能者）、人工内耳、人工鼻、眼鏡（眼鏡作製技能士）、人工眼（眼球・網膜・視神経などの代替）などが挙げられる。
近年、この分野はめざましい発展を遂げており、従来SFの中でしか語られて来なかった各種のサイボーグ技術が現実の物となりつつある。筋電の信号を読み取ることで義手を使用者の意のままに動かしたり、義手に取り付けた圧力センサの情報を逆に神経へ送り返して感覚を取り戻したりする筋電義手は、すでに実用段階に入っている。
また、脳へ直接電極を差し込み、聴覚・視覚の情報を直接脳へ送り込んだり、脳へ部分的に電気刺激を送りパーキンソン病などの症状を和らげたり、うつ病を治療したりする技術（脳深部刺激療法）も発達しつつある。
革新的研究開発推進プログラム（ImPACT）や、ムーンショット型研究開発制度等、国内での研究も進んでいる。

### 目的による分類

#### 医療目的
主に、失われた四肢や臓器・感覚器の機能を代替・回復させるために用いられる。代表的なものには、義肢や人工関節のほか、人工臓器である人工内耳、人工網膜、人工腎臓、人工心臓などが挙げられる。手足の震えを和らげたり、うつ病の治療に用いられる脳深部刺激療法もこれに含まれる。人工臓器のうち、古くからあるものには義歯や眼鏡のような単純な器具もあるが、サイボーグの場合は何らかの機構を持つ部品を人体に取り付けるという意味合いから、単なる器物（単体では機能しない）である義歯・眼鏡などはサイボーグの範疇からは外される。

#### 機能強化目的
健常者に用い、人間本来の機能を強化するために用いられる。代表的な物には、パワードスーツ（人工外骨格）、追加四肢（3本目、4本目の手足）、追加感覚器（より鋭敏な感覚が得られたり、後方や遠隔地の情報が得られる目鼻）など。
機能追加を目的とする埋め込み型の機器に関しては、RFIDに代表されるID機能（カルテ・クレジットカードなど）の無線通信機能を持ったカプセル状機器の埋め込みが実際に行われているが、さらにブレイン・マシン・インタフェースのような、現在は道具を手などで操作しているものを直接的に身体の一部のように扱えるようにするなどの利便性を高めるものまでもが想定され、一部には以下に述べる非侵襲型のインターフェイスを備えた装置も開発・利用されている。

#### 遠隔制御
人間以外の動物の脳や触覚を刺激することで遠隔制御する技術の研究が行われている。特に昆虫は同サイズのロボットよりも省エネルギー（低消費電力）となるなどコスト面でも優れている 。

### 形態による分類

#### 非侵襲型
人体の外部に取り付けて動作するタイプ。取り外し可能な義手や義足、パワードスーツなど。侵襲型のような危険性がないため、比較的実用化しやすく、倫理面での問題もクリアしやすい。

#### 侵襲型
人体の内部に埋め込まれて動作するタイプ。人工心臓やペースメーカー、人工眼球、人工内耳、脳深部刺激療法など。これらのタイプは、故障や誤動作の際に使用者に危険が及ばないように、十分な対策を取る必要がある。このタイプのものをインプラントと呼ぶことがある。装置の接続のために人為的に人体を傷つける（侵襲）ため、感染や拒絶反応を起こす危険があり、技術的課題や倫理的問題が多い。

### 危険性や倫理上の問題
組織生体工学の発達により、生体の失った、あるいは弱体化した機能を補完するために、身体に機械を組み込んだ人間は今後とも増えるとみられるが、これはさまざまな危険性を抱えている。生体内の異物は感染のリスクが高く、一度感染すると重症化しやすく治癒しにくい。さらに、機械には自己修復性がなく、故障時は致命的事態になりかねないなどの問題があるからである。
また、脳刺激療法では患者の本来の性格を変えてしまいかねないという倫理的問題もある。素材そのものに対する危険性も否定できない。現段階では体内インプラントRFIDチップに発ガンの危険性が指摘されている。
これらの技術は人間の尊厳を犯す可能性が指摘されており、研究者達は倫理的な面でも議論を進めている。

### 軍事利用の可能性
アメリカ合衆国では、サイボーグ技術の軍事利用への研究もDARPAを中心にして活発に行われている。兵士の身体能力を大きく強化する、戦闘において手足を失った兵士に義手義足を適用することで素早い戦場復帰を可能とする、ブレイン・マシン・インタフェースの導入により戦闘機パイロットの脳と戦闘機のコントロール機能を接続することで、反応速度の向上を図る、などが考えられている。
小動物の脳を制御し、遠隔操作で偵察・自爆を行わせたりする動物兵器への応用や、ブレイン・マシン・インタフェースによる無人航空機・無人戦車などの無人兵器（軍事ロボット）を遠隔制御する、などの研究も進められている。

## フィクションとサイボーグ

### 日本での受容
フィクション作品（サイエンス・フィクション）ではしばしば好まれて用いられる概念のひとつであるが、日本では1970年代に入るまで、その概念は広く浸透していなかった。
SF作家の平井和正と豊田有恒が『エイトマン』(1963年)のシナリオを巡り、作中にサイボーグを登場させるか否かでつかみ合いの喧嘩になりかけた時、側でおろおろしているスタッフのメモ書きに「細胞具」と書かれたのを目にして脱力し、喧嘩が収まったとのエピソードがある。
日本で初めてこの単語『サイボーグ』を公に使用したのは、『サイボーグ009』などで著名な石ノ森章太郎である。
『サイボーグ009』が東映動画でアニメ化された際には、東映本社から「ロボットとか、もっと分かりやすいタイトルにしろ」という声があったが、その後『サイボーグ009』や『仮面ライダー』シリーズ（特に1970年代から1980年代にかけての作品群）などで、ようやくサイボーグの概念が世間一般に広く浸透したといえる。
石ノ森とその影響を受けた作品では、人間としてのアイデンティティを持った改造人間が殆どであり、「機械を埋め込まれるタイプ」と「改造筋肉タイプ」の両方が存在する。一方、欧米では、『ターミネーター』など生体の一部を単純な部品として使用したアンドロイドというようなキャラクターもサイボーグとして存在している。
こういったフィクション作品では、単に「超人」を登場させるための理由付けである場合も多いが、「人間性の喪失」のほか「最新技術と人間の調和」という現代的な文学的・社会的テーマを「人間なのか、機械なのか」という極端な形で提示できることから、物語の主要テーマに関わる形で取り扱われることもまた多い。
ただ前述のロボコップも作中では「死亡した人間の臓器の一部を流用したロボット（人権を持たない装置）」として、またターミネーターも『ターミネーター2』で学習により人間らしさを獲得していく途上が描かれるなど、この境界が持つ曖昧性を作中のエッセンスとして強調する作品も見られる。

### フィクションとブレインマシンインターフェイス
ことさら航空機などの乗り物は、腕や脚のある動物や人間型の機械よりも構造が単純なため、乗り物などの機械装置を直接脳からの信号で操作しようという構想は、しばしば小説や映画などに見られる。
映画『ファイヤーフォックス』では上記のブレイン・マシン・インタフェース技術によりパイロットと機体を接続し、手足を使うことなくパイロットの思考で操縦や機器の操作ができる新型戦闘機が登場する。また、劇場アニメ『超時空要塞マクロス 愛・おぼえていますか』ではパイロットの神経系を接続するバトルスーツが登場する。TRPG『メタルヘッド』ではパイロットとメカニックを直結し、機体の思考操縦を行うサイバーリンクシステムなども存在する。これらはパイロットの肉体を機械化したり侵襲機器を着けているわけではないが、その技術はサイボーグの基礎的なものとなっている。
また、タイトーのゲーム『レイフォース』シリーズでは「サイバネティック・リンク・システム（略称C.L.S)」と呼ばれる技術が登場する。これはサイボーグの究極形ともいうべきもので、脳だけを攻撃機に組み込み、反応速度や加速、旋回の際の慣性力の問題を解決している。ただ、作品中においても、上述のように倫理面の問題が指摘されている。同様の技術が映画『ロボコップ2』にも登場している。また、テレビアニメ『UFOロボ グレンダイザー』では敵であるベガ星人は、捕縛した他の惑星人を同様の技術を使って惑星侵略の尖兵としている（桜多吾作版では地球侵略用の「円盤獣」には主人公の同胞のフリード星人の脳が組み込まれている）。

## サイボーグを主題にした作品

### 小説
- 『HAMMERED―女戦士の帰還―』・『SCARDOWN―軌道上の戦い―』・『WORLDWIRED―黎明への使徒―』（「サイボーグ士官ジェニー・ケイシー」シリーズ）（エリザベス・ベア）
- 『イズミ幻戦記』 （若木未生）
- 『歌う船』シリーズ（アン・マキャフリイ）
- 『宇宙年代記』シリーズ（光瀬龍）
- 『オイレンシュピーゲル』・『スプライトシュピーゲル』（「シュピーゲル・シリーズ」）（冲方丁）
- 『奥歯のスイッチを入れろ』（山本弘）
- 『終わりなき索敵』（航空宇宙軍史シリーズ）（谷甲州）
- 『サイボーグ逆亡命作戦』・『サイボーグ核配備作戦』・『サイボーグ大予言作戦』（「サイボーグシリーズ」）（若桜木虔）
- 『サイボーグ・ブルース』（平井和正）
- 『ジェイムスン教授』シリーズ（ニール・R・ジョーンズ）
- 『天界の狂戦士』（川又千秋）
- 『マン・プラス』（フレデリック・ポール）
- 『メタリックエンジェル』（中里融司）

### 漫画
- 『サイボーグ』（水木しげる）1961年、サイボーグと題した日本最初の漫画と思われる
- 『電人アロー』（一峰大二）「月刊・少年」に1964年連載開始

- 『009ノ1』（石ノ森章太郎）
- 『ARMS』（皆川亮二）
- 『CYBERブルー』（原哲夫）
- 『CYBORGじいちゃんG』（小畑健）
- 『GUNSLINGER GIRL』（相田裕）
- 『TRIGUN』（内藤泰弘）
- 『紅い牙 ブルー・ソネット』（柴田昌弘）
- 『アップルシード』（士郎正宗）
- 『仮面ライダー』（石ノ森章太郎）
- 『銃夢』（木城ゆきと）
- 『企業戦士YAMAZAKI』（富沢順）
- 『銀河鉄道999』（松本零士）
- 『県立地球防衛軍』（安永航一郎）- カーミ・サンチンと猪上裕子
- 『こいこい7』（もりしげ）
- 『攻殻機動隊』（士郎正宗）
- 『紅殻のパンドラ』（士郎正宗原案・六道神士漫画）
- 『極道兵器』（石川賢）
- 『コブラ』（寺沢武一）
- 『最終兵器彼女』（高橋しん）
- 『サイボーグクロちゃん』（横内なおき）
- 『サイボーグサラリーマン メカ☆アフロくん』（花くまゆうさく）
- 『サイボーグ009』（石ノ森章太郎）
- 『シリウスの痕』（高田慎一郎）
- 『重機甲兵ゼノン』（神崎将臣）
- 『重機人間ユンボル』（武井宏之）
- 『ノー・ガンズ・ライフ』（カラスマタスク）
- 『バトルガール藍』（飯坂友佳子）
- 『バニラ37℃』（むつ利之）
- 『ベイビーG』（安野モヨコ）
- 『無敵少女ラミー』（石川賢原作・平野俊弘作画）
- 『メタルＫ』（巻来功士）
- 『桃色・本気モード!』（阿南まゆき）
- 『闇のイージス』（七月鏡一原作・藤原芳秀作画）
- 『覚悟のススメ』（山口貴由） - 英霊の宿る鎧、強化外骨格「零」を武器に人々を守るために戦う。第二次世界大戦中に開発された強化服という設定。

### アニメーション
- 『009－1』
- 『RD 潜脳調査室』
- 『SF西遊記スタージンガー』
- 『攻殻機動隊』
  - 『攻殻機動隊 STAND ALONE COMPLEX』
  - 『攻殻機動隊 S.A.C. 2nd GIG』
  - 『攻殻機動隊 STAND ALONE COMPLEX Solid State Society』
- 『ガジェット警部』
- 『機甲警察メタルジャック』
- 『機動戦士ガンダムF91』
- 『恐竜大戦争アイゼンボーグ』
- 『氷河戦士ガイスラッガー』
- 『鋼鉄ジーグ』
- 『超音戦士ボーグマン』
- 『テクノライズ』
- 『トワノクオン』
- 『鋼の錬金術師』（第1作目）
- 『マクロスF』
- 『ミラクル少女リミットちゃん』
- 『ムーの白鯨』
- 『勇者王ガオガイガー』

### ゲーム
- 『Aランクサンダー 誕生編』
- 『Deus Ex』
- 『F-ZERO GX』 - マイティ・ガゼル、デスボーン
- 『MOTHER2』
- 『MOTHER3』
- 『PC電人』
- 『アウトゾーン』
- 『エイリアンVSプレデター』 - ダッチ・シェーファー、リン・クロサワ
- 『コール オブ デューティ ブラックオプス3』 - 兵士
- 『コンバットライブス』
- 『鬼哭街』
- 『ザ・キング・オブ・ファイターズシリーズ』 - マキシマ
- 『ゼノサーガシリーズ』
- 『戦え!!北出マン』（コンパイル） - 北出マン、南出マン、ブラック北出マン
- 『バトルサーキット』
- 『パワプロクンポケットシリーズ』
- 『舞-乙HiME』
- 『メタルギアシリーズ』
- 『ロックマンシリーズ』
- 『ワールドヒーローズ』 - ブロッケン

### 映画
- 『GHOST IN THE SHELL / 攻殻機動隊』（1995年、日本、監督：押井守）
- 『GO!GO!ガジェット』（1999年、アメリカ、監督：デイヴィッド・ケロッグ、主演：マシュー・ブロデリック）
- 『GO!GO!ガジェット2』（2003年、アメリカ、監督：アレックス・ザム、主演：マシュー・ブロデリック）
- 『イノセンス』（2004年、日本、監督：押井守）
- 『サイバーマン』（2002年、カナダ、監督：ピーター・リンチ）：ドキュメンタリー
- 『サイボーグ』（1989年、アメリカ、監督：アルバート・ピュン、主演：ジャン＝クロード・ヴァン・ダム）
- 『サイボーグ2』（1993年、アメリカ、主演：アンジェリーナ・ジョリー）※アンジーの初主演作品
- 『ターミネーター4』（2009年、アメリカ、監督：McG（マックジー）、主演：サム・ワーシントン）
- 『ネメシス』（1992年、アメリカ、監督：アルバート・ピュン、主演：オリヴィエ・グラナー）
- 『未来警察 Future X-cops』（2010年、香港・台湾・中国、監督：王晶、主演：アンディ・ラウ）
- 『ロボコップ』（1988年、アメリカ、監督：ポール・バーホーベン、主演：ピーター・ウェラー）
- 『レポゼッション・メン』（2010年、アメリカ、監督：ミゲル・サポクニック、主演：ジュード・ロウ）

### テレビドラマ
- 『600万ドルの男』（アメリカ 1973年）
- 『BIONIC WOMAN (原題)』（アメリカ 2007年 - 下記『地上最強の美女バイオニック・ジェミー』のリメイク）
- 『機動刑事ジバン』（テレビ朝日系 1989年）
- 『仮面ライダーシリーズ』（毎日放送系 1971年）
  - 『仮面ライダー』から『仮面ライダーZX』まで。ライダーに変身する主人公はもとより、敵組織の怪人や大幹部たちも一般に改造人間として設定されている。ただし、合間の『仮面ライダーアマゾン』だけは古代の秘術による改造であり、近代的な機械技術によるものではない。『仮面ライダーBLACK』から『仮面ライダーJ』はあくまでも遺伝子や肉体の改造をした強化人間であり、機械を埋め込むなどの改造を経た「サイボーグ」とは言いがたい者が多いが、作中のナレーションや文献などでは以前の作品と同様に「改造人間である」と明言されている。
  - 平成仮面ライダーシリーズには基本的にサイボーグや改造人間などの用語は登場しないが、『仮面ライダーカブト』には改造実験によってワームの力を持った登場人物が登場するほか、その後のシリーズにおいては暫定的に旧作を踏襲した設定やそれらしい描写に触れられている[注釈 1]。また、2009年に制作された特別番組『仮面ライダーG』では再び改造人間という設定を採用している。2017年の『仮面ライダービルド』では内海成彰＝仮面ライダーマッドローグが劇中でサイボーグと呼称されている。
- 『サイボーグ』（フジテレビ系『新 木曜の怪談』1996年）
- 『サイボーグしばた』（テレビ東京系『アイドルをさがせ!』2001年）
- 『ジャッカー電撃隊』（テレビ朝日系 1977年）
- 『ジャンボーグA』（毎日放送系 1973年）
- 『地上最強の美女バイオニック・ジェミー』（アメリカ 1976年）
- 『超獣戦隊ライブマン』（テレビ朝日系 1988年）
- 『ドクター・フー』（イギリス 1963年）
  - 病を回避するべく肉体の一部分を機械へ置換した、サイバーマンとして知られる地球外生命体のサイボーグが1966年から登場している。新シリーズでは2006年から2010年にかけてパラレルワールド由来の地球に起源をもつサイバーマンも登場した。
- 『七星闘神ガイファード』（テレビ東京系 1996年）

### オリジナルビデオ/DVD映画
- 『女バトルコップ』（日本 東映Vシネマ）
- 『企業戦士YAMAZAKI』（日本）
- 『新サイボーグしばたっ!!』（2004年 日本）
- 『フルメタル極道』（日本 三池崇史監督）
- 『ミカドロイド』（日本 東宝シネパック）

### ドキュメンタリー
- NHKスペシャル「立花隆　最前線報告　サイボーグ技術が人類を変える」（2005年11月5日、NHK）[16]

### 音楽
- GACKT、『Secret Garden』『君のためにできること』『Rebirth』および『Jesus』から『Flower』までの『Journey through the Decade』を除く6作品。これらの楽曲が演奏された『Requiem et Reminiscence』、『Requiem et Reminiscence II』に登場するプロト、ゼロが第二次世界大戦中のナチス武装親衛隊第2SS装甲師団ダス・ライヒ内の架空の部隊「特務師団：第四独立遊撃部隊」に所属するサイボーグ兵士という設定である。
- 『サイボーグ』 - P-MODELの楽曲

### その他
- 変身サイボーグ - タカラが1970年代に販売した大ヒット玩具。
- 三菱・ミラージュ - 3代目から5代目までのミラージュに設定されていたグレード名。

## 関連書籍
- 永瀬唯、『肉体のヌートピア - ロボット、パワード・スーツ、サイボーグの考古学』、青弓社、1991年
- ダナ・ハラウェイ、『猿と女とサイボーグ — 自然の再発明』
- ラメズ・ナム、『超人類へ!-バイオとサイボーグ技術がひらく衝撃の近未来社会-』、西尾香苗訳、河出書房新社、2006年 ISBN 4-309-90698-2
- 高橋透、『サイボーグ・エシックス』、水声社、2006年
- Kevin Warwick I cyborg University of Illinois Press.2004年 ISBN 0252072154
- アンディ・クラーク、『生まれながらのサイボーグ――心・テクノロジー・知能の未来 (現代哲学への招待 Great Works)』、呉羽真・久木田水生・西尾香苗訳、春秋社、2015年。ISBN-10: 4393323521、ISBN-13: 978-4393323526